# Версона (корвет, 1805)
«Версона» — 22-пушечный парусный корвет Балтийского флота Российской империи. Участник войны с Францией 1804—1807 годов.

## История службы
Корвет «Версона» был куплен в Которе в 1805 году, вошел в состав Балтийского флота России.
Принимал участие в участие в войнах с Францией 1804—1807 годов. В феврале 1806 года вошёл в состав эскадры вице-адмирала Д. Н. Сенявина, которая на тот момент находилась в Корфу. Непосредственного участия в боевых операциях эскадры не принимал, использовался в качестве транспортного судна. А в 1808 году после ухода эскадр Д. Н. Сенявина и И. О. Салтанова был оставлен в Корфу.
После 27 сентября (9 октября) 1809 года корвет «Версона» в числе прочих судов был продан французскому правительству, а экипаж вернулся в Россию.

## Командиры корвета
С 1806 по 1807 год командиром корвета «Версона» служил О. Я. Кричевской.